# Mãozinha Pereira
João Marcello Cardoso Pereira, detto Mãozinha (Rio de Janeiro, 28 agosto 2000), è un cestista brasiliano, professionista nella NBA.

## Statistiche

### NBA

#### Regular Season
| Anno      | Squadra           | PG | PT | MP   | TC%  | 3P%  | TL%  | RP  | AP  | PRP | SP  | PP  |
| --------- | ----------------- | -- | -- | ---- | ---- | ---- | ---- | --- | --- | --- | --- | --- |
| 2023-2024 | Memphis Grizzlies | 7  | 1  | 17,4 | 51,4 | 38,5 | 70,0 | 5,3 | 0,3 | 0,9 | 0,6 | 6,9 |
| Carriera  | Carriera          | 7  | 1  | 17,4 | 51,4 | 38,5 | 70,0 | 5,3 | 0,3 | 0,9 | 0,6 | 6,9 |

### G League
| Anno      | Squadra        | PG | PT | MP   | TC%  | 3P%  | TL%  | RP  | AP  | PRP | SP  | PP   |
| --------- | -------------- | -- | -- | ---- | ---- | ---- | ---- | --- | --- | --- | --- | ---- |
| 2023-2024 | Capitanes C.M. | 40 | 19 | 23,7 | 62,1 | 29,7 | 62,7 | 8,8 | 1,1 | 1,4 | 1,2 | 10,8 |
| 2024-2025 | Memphis Hustle | 32 | 11 | 21,3 | 50,0 | 26,1 | 72,0 | 4,9 | 1,1 | 0,9 | 0,7 | 8,1  |
| Carriera  | Carriera       | 72 | 30 | 22,6 | 57,0 | 27,1 | 65,5 | 7,1 | 1,1 | 1,2 | 1,0 | 9,6  |